# Хелдман, Глэдис
Глэдис Медали Хелдман (англ. Gladys Medalie Heldman; 13 мая 1922, Нью-Йорк — 22 июня 2003, Санта-Фе, Нью-Мексико) — американская журналистка, издательница и пропагандист женского тенниса. Глэдис Хелдман, издававшая журнал World Tennis, стояла у истоков женского профессионального теннисного тура в начале 1970-х годов и стала членом Международного зала теннисной славы в 1979 году.

## Биография

### Юность и игровая карьера
Глэдис Медали родилась в Нью-Йорке в интеллигентной еврейской семье. Её отец, Джордж З. Медали, был юристом, мать, Керри, — филологом-классиком. В 1939 году Глэдис поступила в Стэнфордский университет, который окончила через три года как обладательница ключа общества Фи Бета Каппа и лучшая ученица в выпуске. Через год она получила степень магистра по истории Средних веков в Калифорнийском университете в Беркли.
В 1942 году, ещё до поступления в Калифорнийский университет Глэдис вышла замуж за профессора физической химии этого вуза Джулиуса Хелдмана. Джулиус, в прошлом чемпион США по теннису среди юношей, привил любовь к этому спорту жене и после рождения двух дочерей — Керри и Джули — уговорил её саму заняться теннисом. Глэдис начала выступления в любительских турнирах в возрасте 25 лет и добилась значительных успехов. С 1949 по 1953 год она участвовала в чемпионатах США, а в 1954 году сыграла и на Уимблдоне. В 1951 и 1952 годах она была первой ракеткой Техаса, а в 1954 году заняла вторую строчку в списке сильнейших теннисисток Юго-запада США.

### World Tennis и поддержка женского тенниса
В 1953 году Глэдис Хелдман начала выпуск журнала Houston Tennis, через пять лет сменив его название на World Tennis. Характеризуя это издание, Хелдман называла его «журналом, который пишут игроки и для игроков». В первые годы существования журнала Глэдис была не только его главным редактором, но и художественным директором и директором по рекламе. В 1950-е и 1960-е годы World Tennis популяризовал женский теннис и стал площадкой для борьбы за равные права женщин в этом виде спорта. Вначале это было практически единственное издание, освещавшее женские теннисные соревнования, которые позже историк тенниса Бад Коллинз назовёт «секретным спортом», поскольку ни на радио, ни по телевидению, ни в прессе о них почти не упоминали.
В 1959 году вовлечённость Хелдман в теннисную жизнь вышла на новый уровень после того, как Ассоциация лаун-тенниса Соединённых Штатов (USLTA, позже — USTA) приняла решение отменить из-за убыточности женский чемпионат США в помещениях. Хелдман выступила в качестве спонсора соревнования, которое в итоге побило рекорды по получению прибыли. В 1962 году Хелдман спонсировала участие в чемпионате США в Форест-Хилс сразу 85 теннисток из-за рубежа, а в 1969 году финансировала проведение трёх женских теннисных турниров.

### Профессиональный женский тур

«Хьюстонская девятка» с чеками на один доллар

В конце 1960-х годов, в начале Открытой эры в теннисе, когда за результаты в теннисных турнирах начали выплачиваься призовые, их объём в мужском и женском теннисе был несопоставим. Бунт лучших теннисисток против этого неравенства возглавили Билли Джин Кинг и её постоянная партнёрша на корте Розмари Казалс. Глэдис Хелдман приняла дело эмансипации женского тенниса близко к сердцу. Когда в 1970 году Кинг и Казалс пригрозили бойкотом Открытого чемпионата США, Хелдман нашла альтернативное решение: заручившись поддержкой своего друга, президента компании Philip Morris Джозефа Каллмана, она организовала в преддверии Открытого чемпионата США отдельный женский теннисный турнир в Хьюстоне. Девять теннисисток, принявших участие в этом турнире (включая Джули Хелдман — младшую дочь Глэдис) стали известны как «Хьюстонская девятка» (позже — «Первая девятка», англ. Original Nine). Все они подписали с журналом World Tennis символические контракты на сумму в один доллар.
После хьюстонского турнира Хелдман взяла в свои руки организацию уже полноценного женского профессионального тура, получившего название в честь одной из марок сигарет Philip Morris — Virginia Slims. Под руководством Хелдман были организованы первые женские профессиональные туры в Европе (в 1971 году) и в Японии (в 1972 году). Женские гонорары стали расти, и в 1972 году в Бока-Ратоне (Флорида) уже прошёл первый женский турнир с призовым фондом в размере 100 тысяч долларов. В эти первые годы мужской теннисный истеблишмент занял непримиримую позицию по отношению к отдельному развитию женского профессионального тенниса: американки, входившие в «первую девятку», были дисквалифицированы USTA, женщинам-профессионалам было запрещено представлять свои страны в Кубке Федерации — женском командном чемпионате мира. Только после трёх лет борьбы и нескольких судебных процессов был достигнут компромисс и размеры женских призовых на крупнейших турнирах приближены к мужским. Однако частью договорённости, достигнутой в 1973 году, стало полное устранение Хелдман от руководства женским профессиональным туром. Вскоре после этого она продала журнал World Tennis, к тому времени наиболее популярный и влиятельный теннисный журнал в мире, медиахолдингу CBS.
Все эти годы Глэдис Хелдман продолжала участвовать в любительских соревнованиях, организуемых USTA. Она входила в десятку сильнейших теннисисток США в парном разряде в возрасте старше 35 лет и старше 45 лет, а в 1979 году в паре с Джули была среди лидеров национального турнира «мать плюс дочь». После продажи своего журнала она жила с мужем в Санта-Фе.
В июне 2003 года Глэдис, чьё здоровье к этому времени пришло в упадок, застрелилась.

## Признание заслуг
Игровые успехи Глэдис Хелдман, а затем её роль в популяризации женского тенниса были отмечены многочисленными наградами. В 1952 году она получила приз USLTA за общественную деятельность, в 1965 году премию Ассоциации теннисных журналистов США, в 1980 году — ежегодную премию профессионального тура World Championship Tennis, а в 1982 году премию Фонда женского спорта.
Имя Глэдис Хелдман включено в списки ряда спортивных залов славы. Уже в 1979 году она стала членом Международного зала теннисной славы за неигровые заслуги. С 1988 года Хелдман — член Техасского теннисного зала славы, а с 1998 года, вместе с дочерью Джули — Зала славы Межунииверситетской теннисной ассоциации. В 2001 году имя Хелдман было включено в списки Международного еврейского спортивного зала славы.